# Mystische Tiere
Die mystischen Tiere gehören zu den Medizinbünden der Irokesen-Indianer.
Die Bünde dieser Gruppe versuchen den guten Willen der „Medizintiere“ (engl. medicine animals) zu erhalten. Gemäß ihrer Tradition gingen diese Tiere in alter Zeit eine Bündnis mit der Gruppe ein. Die Tiere brachten den Menschen die notwendigen Zeremonien bei, um ihnen zu gefallen. Wenn diese zuverlässig durchgeführt würden, so würden die Medizintiere den Menschen weiterhin zu ihren Diensten stehen. Sie würden Krankheiten heilen, Schmerzen lindern und Naturkatastrophen an andere Orte verschieben. Jedes Mitglied der Gesellschaft hat sein eigenes Lied, das es in der Zeremonie singt. Die Länge der Zeremonie entspricht also der Anzahl der Mitglieder. Tritt ein neues Mitglied in die Gesellschaft ein, erhält es eine Kürbisrassel und ein Lied. Diese Dinge muss es mit Vorsicht behandeln. Es darf das Lied nicht vergessen und die Rassel nicht verlieren. Es gibt zwei führende Sänger, welche das Tanzlied singen. Während dieses Liedes nimmt der Medizinmann einen glühend heißen Stein vom Hüttenfeuer. Er wirft sich den Stein von einer Hand in die andere. Er demonstriert, dass er durch die geschnitzte Holzmaske, die keine Augenlöcher hat, sehen kann, indem er verschiedene Dinge in der Hütte  findet. Und er beeindruckt die Anwesenden, indem er eine Puppe zum Leben erweckt oder mit anderen geheimnisvollen Handlungen.
Es wird erzählt, dass die Seneca diesen Bund von den Wyandot übernommen haben. Zum Schluss der Zeremonie verschlingen die Mitglieder einen Schweinekopf, indem sie ihm das Fleisch mit den Zähnen vom Kopf reißen. Früher verwendeten sie einen Hirschkopf. Bei der Zeremonie werden drei Masken verwendet: die Maske des Beschwörers (engl. conjurer's mask), die Maske des Doppelgeistes (engl. dual-spirit's mask) und die Hexenmaske (engl. witch mask). Die Masken werden nie in den Riten des Falschgesichterbundes angewandt. Dessen Masken unterscheiden sich von den drei oben genannten durch die metallischen Augen.
Zu den mythischen Tieren gehören folgende Bünde:
- Otter-Bund
- Adler-Bund
- Bären-Bund
- Büffel-Bund